# اتفاقية قمع الأعمال غير المشروعة الموجهة ضد سلامة الطيران المدني
اتفاقية قمع الأعمال غير المشروعة الموجهة ضد سلامة الطيران المدني التي يشار إليها أحيانا باسم اتفاقية التخريب أو اتفاقية مونتريال هي معاهدة متعددة الأطراف اتفقت الدول على حظر ومعاقبة السلوك التي تهدد سلامة الطيران المدني.

## المضمون
لا تطبق الاتفاقية على الجمارك أو إنفاذ القانون أو الطائرات العسكرية وبالتالي فإنه ينطبق حصرا على الطائرات المدنية.
الاتفاقية تجرم السلوك التالي:
1. ارتكاب عمل من أعمال العنف ضد شخص على متن طائرة في حالة طيران إذا كان من المحتمل أن يعرض سلامة الطائرة للخطر.
2. تدمير طائرة مثل طائرة في مثل الطائرة العاجزة عن الطيران أو التي يحتمل أن تتعرض سلامتها للخطر أثناء الطيران.
3. وضع أو تسبب وضع جهاز أو مواد من شأنها تدمير أو التسبب في الحاق الضرر على طائرة.
4. تدمير أو إتلاف منشآت الملاحة الجوية أو التدخل في عملها إذا كان من المحتمل أن يعرض سلامة الطائرات للخطر.
5. توصيل المعلومات الكاذبة وبالتالي تعريض سلامة الطائرة في حالة طيران للخطر.
6. محاولة أي من 1-5.
7. كونه شريك في أي من 1-6.

تحدد الاتفاقية مبدأ المحاكمة بين الطرفين في المعاهدة بحسب التالي:
1. مقاضاة الشخص الذي ارتكب إحدى الجرائم.
2. إرسال الشخص إلى دولة أخرى لديها اتفاقية تبادل المجرمين.

## إنشائها ودخولها حيز النفاذ
اعتمدت الاتفاقية من قبل المؤتمر الدولي لقانون الجو في مونتريال في 23 سبتمبر 1971. دخلت حيز التنفيذ في 26 يناير 1973 بعد أن تم التصديق عليها من قبل 10 دول. اعتبارا من عام 2013 فإنه يبلغ المصدقين على الاتفاقية 188 دولة.

## الدول الأطراف
صدق على الاتفاقية 188 دولة وهي 186 دولة منضوية تحت مظلة الأمم المتحدة بالإضافة إلى جزر كوك ونييوي. أما السبع دول المنضوية تحت مظلة الأمم المتحدة ولم تصدق على الاتفاقية فهي:
- تيمور الشرقية
- إرتريا
- كيريباتي
- سان مارينو
- الصومال
- جنوب السودان
- توفالو

### الدول الأطراف السابقة والخلافة
تشمل الدول الأعضاء السابقة تشيكوسلوفاكيا وألمانيا الشرقية ويوغوسلافيا. منذ ذلك الحين نجحت عدد من الدول في تصديق الاتفاقية ولكن عن طريق دول جديدة: صدقت صربيا باسم جمهورية يوغوسلافيا الاتحادية وصدقت روسيا مثل الاتحاد السوفيتي. صدقت بيلاروس باسم البيلاروسية. صدقت أوكرانيا كما جمهورية أوكرانيا الاشتراكية السوفيتية. قبل توحيد اليمن كان كل من شمال وجنوب اليمن صدقا على الاتفاقية. وقعت جمهورية الصين وصدقت على الاتفاقية في عام 1980 ووافقت جمهورية الصين الشعبية على المعاهدة مع بيان لها أنها أعلنت أن تصرفيات جمهورية الصين فيما يتعلق بالاتفاقية «لاغية وباطلة».

## البروتوكول
في 24 فبراير 1988 في مونتريال تم توقيع البروتوكول المتعلق بقمع أعمال العنف غير المشروعة في المطارات التي تخدم الطيران المدني الدولي كملحق في الاتفاقية.
البروتوكول يجعل من جريمة ارتكاب أعمال عنف على نحو مماثل الخطرة أو المضرة في المطارات التي تخدم الطيران المدني.
دخل البروتوكول حيز النفاذ في 6 أغسطس 1989 واعتبارا من مارس 2014 صدقت عليه 173 دولة والتي تشمل 171 دولة عضو في الأمم المتحدة بالإضافة إلى جزر كوك ونييوي. الدول الأعضاء في الأمم المتحدة التي ليست طرفا في البروتوكول هي الدول السبع التي لم تصدق على الاتفاقية بالإضافة إلى الدول الخمسة عشر التالية:
- أفغانستان
- بوروندي
- تشاد
- جمهورية الكونغو الديمقراطية (وقعت)
- جمهورية الدومينيكان
- هايتي
- إندونيسيا (وقعت)
- مالاوي (وقعت)
- نيبال
- سيراليون
- جزر سليمان
- إسواتيني
- فنزويلا (وقعت)
- زامبيا
- زيمبابوي